# Stackhousiaceae
Stackhousiaceae é uma família de plantas dicotiledóneas. Segundo Watson & Dallwitz ela compreende 27 espécies em três géneros:
- Macgregoria
- Stackhousia
- Tripterococcus

O sistema APG (1998) aceita esta família mas no sistema APG II (2003) esta família não existe: as plantas em causa são incluídas na família Celastraceae.